# Seconda Divisione 1933-1934
La Seconda Divisione 1933-1934 fu il torneo regionale superiore di quell’edizione del campionato italiano di calcio.
La Seconda Divisione fu organizzata e gestita dai Direttori Regionali di Zona che, con l'estromissione dalla Presidenza F.I.G.C. di Leandro Arpinati a cui subentra il luogotenente generale Giorgio Vaccaro, si vedono togliere dalla denominazione il nome della regione che viene sostituito da un ordinale romano.
Le finali per la promozione in 1.a Divisione erano gestite dal Direttorio Divisioni Superiori.

## Piemonte
Direttorio I Zona (Piemonte):
Presidente: Gustavo Norzi - Via Ponza 2 - Torino.

### Girone unico

#### Squadre partecipanti
| Club                                        | Città             | Stagione precedente |
| ------------------------------------------- | ----------------- | ------------------- |
| A.C. Aosta                                  | Aosta             |                     |
| U.S. Chieri                                 | Chieri (TO)       |                     |
| Cuneo Sportiva                              | Cuneo             |                     |
| A.C. Mondovì                                | Mondovì (CN)      |                     |
| U.S. Pro Vercelli (BA = riserve, squadra A) | Vercelli          |                     |
| U.S. Pro Vercelli (BB = riserve, squadra B) | Vercelli          |                     |
| U.S. Saviglianese                           | Savigliano (CN)   |                     |
| U.S. Valpellice                             | Torre Pellice(TO) |                     |

#### Classifica finale
|  | Pos. | Squadra                 | Pt | G  | V | N | P | GF | GS | DR  |
|  | ---- | ----------------------- | -- | -- | - | - | - | -- | -- | --- |
|  | 1.   | Pro Vercelli (B, squ.B) | 20 | 14 | 8 | 4 | 2 | 28 | 11 | +17 |
|  | 2.   | Pro Vercelli (B, squ.A) | 18 | 14 | 8 | 2 | 4 | 29 | 17 | +12 |
|  | 2.   | Cuneo                   | 18 | 14 | 8 | 2 | 4 | 20 | 12 | +8  |
|  | 2.   | Saviglianese            | 18 | 14 | 7 | 4 | 3 | 26 | 20 | +6  |
|  | 5.   | Aosta                   | 13 | 14 | 5 | 3 | 6 | 19 | 20 | -1  |
|  | 6.   | Chieri                  | 10 | 14 | 4 | 2 | 8 | 16 | 25 | -9  |
|  | 7.   | Valpellice              | 8  | 14 | 3 | 2 | 9 | 18 | 36 | -18 |
|  | 8.   | Mondovì                 | 7  | 14 | 2 | 3 | 9 | 15 | 31 | -16 |

Legenda:
      Ammesso alle finali del D.D.S. per la promozione in Prima Divisione.
Regolamento:
Due punti a vittoria, uno a pareggio, zero a sconfitta.
Pari merito in caso di pari punti.
Spareggio in caso di pari punti in zona promozione e/o retrocessione.

## Lombardia
Direttorio II Zona (Lombardia)
Sede: Via Torino 45 - Milano.
Presidente: avv. Mario Beltrami.
- Campionato espanso da 44 a 46 club distribuendole su cinque gironcini.

### Girone A

#### Squadre partecipanti
| Club                                | Città                   | Stagione precedente      |
| ----------------------------------- | ----------------------- | ------------------------ |
| Bressana F.C.                       | Bressana Bottarone (PV) |                          |
| Casteggio F.C.                      | Casteggio (PV)          | 1ª Divisione, retrocesso |
| Derthona F.C. (B = riserve)         | Tortona (AL)            |                          |
| G.S. Juventus                       | Robbio (PV)             |                          |
| S.C. Lungavilla                     | Lungavilla (PV)         |                          |
| Pavia Sez.Calcio (B = riserve)      | Pavia                   |                          |
| Piacenza F.C. (B = riserve)         | Piacenza                |                          |
| S.G. Stradellina                    | Stradella (PV)          |                          |
| G.C. Vigevanesi (B = riserve)       | Vigevano (PV)           |                          |
| Ass. Vogherese Calcio (B = riserve) | Voghera (PV)            |                          |

#### Classifica finale
|  | Pos. | Squadra         | Pt       | G  | V | N | P | GF | GS | DR |
|  | ---- | --------------- | -------- | -- | - | - | - | -- | -- | -- |
|  | 1.   | GC Vigevanesi B | 20       | 12 |   |   |   |    |    |    |
|  | 2.   | Piacenza B      | 17       | 12 |   |   |   |    |    |    |
|  | 3.   | Pavia B         | 13       | 12 |   |   |   |    |    |    |
|  | 4.   | Stradellina     | 12       | 12 |   |   |   |    |    |    |
|  | 5.   | Bressana        | 9        | 12 |   |   |   |    |    |    |
|  | 5.   | Juventus Robbio | 9        | 12 |   |   |   |    |    |    |
|  | 7.   | Casteggio       | 4        | 12 |   |   |   |    |    |    |
|  | --   | Derthona B      | Ritirata |    |   |   |   |    |    |    |
|  | --   | Vogherese B     | Ritirata |    |   |   |   |    |    |    |
|  | --   | Lungavilla      | Ritirata |    |   |   |   |    |    |    |

Legenda:
      Ammesso alle finali del D.D.S. per la promozione in Prima Divisione.
Regolamento:
Due punti a vittoria, uno a pareggio, zero a sconfitta.
Pari merito in caso di pari punti se non in zona promozione/finali.
Le squadre delle riserve (B) non potevano né essere promesse né retrocesse, per cui la Stradellina, prima delle squadre non di riserve, fu promossa.

### Girone B

#### Squadre partecipanti
| Club                                  | Città               | Stagione precedente |
| ------------------------------------- | ------------------- | ------------------- |
| G.S. Bernocchi                        | Legnano (MI)        |                     |
| U.S. Caratese                         | Carate Brianza (MI) |                     |
| Legnano F.C. (B = riserve)            | Legnano (MI)        |                     |
| Luino F.C.                            | Luino (VA)          |                     |
| G.S. Dop. Magenta                     | Magenta (MI)        |                     |
| Pro Patria et Libertate (B = riserve) | Busto Arsizio (VA)  |                     |
| S.C. Rovellasca                       | Rovellasca (CO)     |                     |
| Seregno F.C. (B = riserve)            | Seregno (MI)        |                     |
| A.S. Valle Olona                      | Varese              |                     |

#### Classifica finale
|  | Pos. | Squadra  | Pt | G  | V | N | P | GF | GS |
|  | ---- | -------- | -- | -- | - | - | - | -- | -- |
|  | ?.   | Magenta  | ?? | 16 |   |   |   |    |    |
|  | 2.   | ??       | ?? | 16 |   |   |   |    |    |
|  | 3.   | ??       | ?? | 16 |   |   |   |    |    |
|  | 4.   | ??       | ?? | 16 |   |   |   |    |    |
|  | 5.   | ??       | ?? | 16 |   |   |   |    |    |
|  | 6.   | Caratese | ?? | 16 |   |   |   |    |    |
|  | 7.   | ??       | ?? | 16 |   |   |   |    |    |
|  | 8.   | ??       | ?? | 16 |   |   |   |    |    |
|  | 9.   | Luino    | ?? | 16 |   |   |   |    |    |

Legenda:
      Ammesso alle finali del D.D.S. per la promozione in Prima Divisione.
Regolamento:
Due punti a vittoria, uno a pareggio, zero a sconfitta.
Pari merito in caso di pari punti se non in zona promozione/finali.

### Girone C

#### Squadre partecipanti
| Club                                     | Città               | Stagione precedente |
| ---------------------------------------- | ------------------- | ------------------- |
| A.S. Ambrosiana-Inter (B = riserve)      | Milano              |                     |
| U.S. Ardens                              | Bergamo             |                     |
| Atalanta Bergamasca Calcio (B = riserve) | Bergamo             |                     |
| G.S. Azienda Tramviaria Municipale (ATM) | Milano              |                     |
| G.S. F.G.C. Baracca                      | Milano              |                     |
| Brescia F.C. (C = allievi)               | Brescia             |                     |
| U.S. Melzese                             | Melzo (MI)          |                     |
| Montello F.C.                            | Milano              |                     |
| U.S. Mottese                             | Motta Visconti (MI) |                     |

#### Classifica finale
|  | Pos. | Squadra | Pt | G  | V | N | P | GF | GS |
|  | ---- | ------- | -- | -- | - | - | - | -- | -- |
|  | ?.   | Baracca | ?? | 16 |   |   |   |    |    |
|  | 2.   | ??      | ?? | 16 |   |   |   |    |    |
|  | 3.   | Ardens  | ?? | 16 |   |   |   |    |    |
|  | 4.   | ??      | ?? | 16 |   |   |   |    |    |
|  | 5.   | ??      | ?? | 16 |   |   |   |    |    |
|  | 6.   | ??      | ?? | 16 |   |   |   |    |    |
|  | 7.   | ??      | ?? | 16 |   |   |   |    |    |
|  | 8.   | ??      | ?? | 16 |   |   |   |    |    |
|  | 9.   | ??      | ?? | 16 |   |   |   |    |    |

Legenda:
      Ammesso alle finali del D.D.S. per la promozione in Prima Divisione.
Regolamento:
Due punti a vittoria, uno a pareggio, zero a sconfitta.
Pari merito in caso di pari punti se non in zona promozione/finali.
Note:
Ardens promosso d'ufficio.

### Girone D

#### Squadre partecipanti
| Club                      | Città                | Stagione precedente                        |
| ------------------------- | -------------------- | ------------------------------------------ |
| U.S. Bollatese            | Bollate (MI)         |                                            |
| U.S. Erbese               | Erba (CO)            |                                            |
| Dop. Ferrovie Nord Edison | Milano               |                                            |
| Dop. La Polisportiva      | Mariano Comense (CO) |                                            |
| Meda F.C.                 | Meda (MI)            |                                            |
| S.C. Menaggio             | Menaggio (CO)        |                                            |
| Milan F.C. (C = allievi)  | Milano               | Vince la Seconda Divisione della Lombardia |
| U.S. Morbegnese           | Morbegno (SO)        |                                            |
| G.S. Dop. Aziende Pirelli | Milano-Bicocca       |                                            |

#### Classifica finale
|  | Pos. | Squadra | Pt | G  | V | N | P | GF | GS |
|  | ---- | ------- | -- | -- | - | - | - | -- | -- |
|  | ?.   | Pirelli | ?? | 16 |   |   |   |    |    |
|  | 2.   | ??      | ?? | 16 |   |   |   |    |    |
|  | 3.   | ??      | ?? | 16 |   |   |   |    |    |
|  | 4.   | ??      | ?? | 16 |   |   |   |    |    |
|  | 5.   | ??      | ?? | 16 |   |   |   |    |    |
|  | 6.   | ??      | ?? | 16 |   |   |   |    |    |
|  | 7.   | ??      | ?? | 16 |   |   |   |    |    |
|  | 8.   | ??      | ?? | 16 |   |   |   |    |    |
|  | 9.   | ??      | ?? | 16 |   |   |   |    |    |

Legenda:
      Ammesso alle finali del D.D.S. per la promozione in Prima Divisione.
Regolamento:
Due punti a vittoria, uno a pareggio, zero a sconfitta.
Pari merito in caso di pari punti se non in zona promozione/finali.

### Girone E

#### Squadre partecipanti
| Club                         | Città         | Stagione precedente |
| ---------------------------- | ------------- | ------------------- |
| Alleanza F.C.                | Milano        |                     |
| U.S. Cremonese (B = riserve) | Cremona       |                     |
| G.S. Generale Gandolfo       | Milano        |                     |
| Sport Iris Milan             | Milano        |                     |
| U.S. Manerbiese              | Manerbio (BS) |                     |
| Minerva F.C.                 | Milano        |                     |
| F.C. 4 novembre              | Milano        |                     |
| Dop. Comunale Soncino        | Soncino (CR)  |                     |
| G.S. Bonservizi-Tonoli       | Milano        |                     |

#### Classifica finale
|  | Pos. | Squadra | Pt | G  | V | N | P | GF | GS |
|  | ---- | ------- | -- | -- | - | - | - | -- | -- |
|  | ?.   | Minerva | ?? | 16 |   |   |   |    |    |
|  | 2.   | ??      | ?? | 16 |   |   |   |    |    |
|  | 3.   | ??      | ?? | 16 |   |   |   |    |    |
|  | 4.   | ??      | ?? | 16 |   |   |   |    |    |
|  | 5.   | ??      | ?? | 16 |   |   |   |    |    |
|  | 6.   | ??      | ?? | 16 |   |   |   |    |    |
|  | 7.   | ??      | ?? | 16 |   |   |   |    |    |
|  | 8.   | ??      | ?? | 16 |   |   |   |    |    |
|  | 9.   | ??      | ?? | 16 |   |   |   |    |    |

Legenda:
      Ammesso alle finali del D.D.S. per la promozione in Prima Divisione.
Regolamento:
Due punti a vittoria, uno a pareggio, zero a sconfitta.
Pari merito in caso di pari punti se non in zona promozione/finali.

## Veneto
Direttorio III Zona (Veneto)
Presidente: Antonio Scalabrin, Cannaregio 1311 - Venezia.

### Girone A

#### Squadre partecipanti
| Club                           | Città                    | Stagione precedente |
| ------------------------------ | ------------------------ | ------------------- |
| A.S.F. Conegliano              | Conegliano (TV)          |                     |
| Dop. Ferroviario               | Venezia                  |                     |
| A.C. "Gianvittore Mezzomo"     | Feltre (BL)              |                     |
| G.S. Giorgione                 | Castelfranco Veneto (TV) |                     |
| A.S. La Romatina               | Portogruaro (VE)         |                     |
| G.S.F. Muranese                | Venezia-Murano           |                     |
| Pol. Sandonatese               | San Donà di Piave (VE)   |                     |
| S.S. Serenissima (B = riserve) | Venezia                  |                     |
| Treviso F.B.C. (B = riserve)   | Treviso                  |                     |

#### Classifica
|  | Pos. | Squadra                  | Pt | G  | V  | N | P  | GF | GS | DR  |
|  | ---- | ------------------------ | -- | -- | -- | - | -- | -- | -- | --- |
|  | 1.   | Serenissima B (-1)       | 20 | 16 | 10 | 1 | 5  | 38 | 20 | +18 |
|  | 1.   | Conegliano               | 20 | 16 | 9  | 2 | 5  | 38 | 35 | +3  |
|  | 3.   | Portogruaro La Romatina  | 19 | 16 | 7  | 5 | 4  | 31 | 18 | +13 |
|  | 3.   | Giorgione                | 19 | 16 | 7  | 5 | 4  | 21 | 15 | +6  |
|  | 5.   | Gianv. Mezzomo           | 18 | 16 | 7  | 4 | 5  | 29 | 26 | +3  |
|  | 6.   | Sandonatese              | 14 | 16 | 5  | 4 | 7  | 19 | 28 | -9  |
|  | 7.   | Muranese                 | 13 | 16 | 5  | 3 | 8  | 15 | 25 | -10 |
|  | 8.   | Dop. Ferroviario Venezia | 11 | 16 | 3  | 5 | 8  | 26 | 30 | -4  |
|  | 9.   | Treviso B (-1)           | 8  | 16 | 1  | 3 | 12 | 10 | 44 | -34 |

Legenda:
      Ammesso alle semifinali.
Regolamento:
Due punti a vittoria, uno a pareggio, zero a sconfitta.
Pari merito in caso di pari punti.
Spareggio in caso di pari punti in zona promozione e/o retrocessione.

### Girone B

#### Squadre partecipanti
| Club                         | Città                    | Stagione precedente |
| ---------------------------- | ------------------------ | ------------------- |
| U.S. Audace                  | Verona-San Michele Extra |                     |
| G.S.F. Lendinara             | Lendinara (RO)           |                     |
| D.A. Marzotto                | Valdagno (VI)            |                     |
| A.C. Padova (C = allievi)    | Padova                   |                     |
| A.S. Sambonifacese           | San Bonifacio (VR)       |                     |
| A.C. Schio (B = riserve)     | Schio (VI)               |                     |
| A.C. Valerio Valery          | Legnago (VR)             |                     |
| A.C. Verona (B = riserve)    | Verona                   |                     |
| A.F.C. Vicenza (B = riserve) | Vicenza                  |                     |

#### Classifica
|  | Pos. | Squadra           | Pt | G  | V  | N | P  | GF | GS | DR  |
|  | ---- | ----------------- | -- | -- | -- | - | -- | -- | -- | --- |
|  | 1.   | Verona (B)        | 23 | 16 | 11 | 1 | 4  | 34 | 14 | +17 |
|  | 1.   | Lendinara         | 23 | 16 | 10 | 3 | 3  | 30 | 14 | +16 |
|  | 3.   | Marzotto Valdagno | 20 | 16 | 8  | 4 | 4  | 38 | 14 | +24 |
|  | 3.   | Vicenza (B)       | 20 | 16 | 7  | 6 | 3  | 29 | 23 | +6  |
|  | 5.   | Audace SME        | 19 | 16 | 8  | 3 | 5  | 26 | 21 | +5  |
|  | 6.   | Sambonifacese     | 12 | 16 | 6  | 0 | 10 | 35 | 37 | -2  |
|  | 6.   | Padova (C)        | 12 | 16 | 3  | 6 | 7  | 21 | 37 | -16 |
|  | 8.   | Valerio Valery    | 10 | 16 | 4  | 2 | 10 | 19 | 35 | -16 |
|  | 9.   | Schio (B)         | 5  | 16 | 1  | 3 | 12 | 10 | 44 | -34 |

Legenda:
      Ammesso alle semifinali.
Regolamento:
Due punti a vittoria, uno a pareggio, zero a sconfitta.
Pari merito in caso di pari punti.
Spareggio in caso di pari punti in zona promozione e/o retrocessione.

### Fase semifinale

#### Girone semifinale A (prime squadre)
- Conegliano
- Giorgione
- Marzotto Valdagno
- Lendinara

#### Verdetti A
- Il Lendinara rinuncia alle semifinali. Le altre squadre vengono automaticamente ammesse alle finali.

#### Girone semifinale B (squadre riserve)
- Serenissima (B)
- Verona (B)
- Vicenza (B)

#### Verdetti B
- Il Verona B ed il Vicenza B rinunciano alle semifinali. La Serenissima B viene automaticamente ammessa alle finali.

### Girone finale

#### Classifica finale
|  | Pos. | Squadra           | Pt | G | V | N | P | GF | GS | DR |
|  | ---- | ----------------- | -- | - | - | - | - | -- | -- | -- |
|  | 1.   | Marzotto Valdagno | 9  | 6 | 4 | 1 | 1 | 12 | 6  | +6 |
|  | 2.   | Giorgione         | 7  | 6 | 3 | 1 | 2 | 10 | 8  | +2 |
|  | 3.   | Serenissima (B)   | 6  | 6 | 2 | 2 | 2 | 9  | 9  | 0  |
|  | 4.   | Conegliano        | 2  | 6 | 0 | 2 | 4 | 7  | 15 | -8 |

Legenda:
      Ammesso alle finali del D.D.S. per la promozione in Prima Divisione.
Regolamento:
Due punti a vittoria, uno a pareggio, zero a sconfitta.
Pari merito in caso di pari punti.
Spareggio in caso di pari punti in zona promozione e/o retrocessione.

#### Verdetti
- Il Marzotto Valdagno è campione regionale veneto di Seconda Divisione 1933-1934.

## Venezia Tridentina
Direttorio IV Zona (Venezia Tridentina)

Presidente: Adalberto Bragagna, Via A. da Trento 5 - Trento.

### Girone unico

#### Squadre partecipanti
| Club                         | Città         | Stagione precedente |
| ---------------------------- | ------------- | ------------------- |
| Bolzano Calcio (B = riserve) | Bolzano       |                     |
| S.C. Merano                  | Merano (BZ)   |                     |
| U.S. Merano                  | Merano (BZ)   |                     |
| G.S. Montecatini Sinigo      | Merano (BZ)   |                     |
| U.S. Dop. Rovereto           | Rovereto (TN) |                     |
| A.S. Trento (B = riserve)    | Trento        |                     |

#### Classifica finale
|  | Pos. | Squadra            | Pt | G  | V | N | P | GF | GS | DR  |
|  | ---- | ------------------ | -- | -- | - | - | - | -- | -- | --- |
|  | 1.   | Montecatini Sinigo | 18 | 10 | 9 | 0 | 1 | 28 | 7  | +21 |
|  | 2.   | Rovereto           | 12 | 10 | 5 | 2 | 3 | 21 | 13 | +8  |
|  | 3.   | Trento (B)         | 9  | 10 | 4 | 1 | 5 | 19 | 21 | -2  |
|  | 4.   | Bolzano (B)        | 8  | 10 | 3 | 2 | 5 | 12 | 15 | -3  |
|  | 4.   | S.C. Merano        | 8  | 10 | 3 | 2 | 5 | 13 | 21 | -8  |
|  | 6.   | U.S. Merano        | 5  | 10 | 2 | 1 | 7 | 11 | 27 | -16 |

Legenda:
      Campione regionale.
Regolamento:
Due punti a vittoria, uno a pareggio, zero a sconfitta.
Pari merito in caso di pari punti.
Spareggio in caso di pari punti in zona promozione e/o retrocessione.

## Venezia Giulia
Direttorio V Zona (Venezia Giulia)
Presidente: Pietro Sponza - Trieste.

### Girone unico

#### Squadre partecipanti
| Club                            | Città                    | Stagione precedente |
| ------------------------------- | ------------------------ | ------------------- |
| A.C. Cividalese                 | Cividale del Friuli (UD) |                     |
| G.S.F. Latisana                 | Latisana (UD)            |                     |
| S.C. Monfalconese (B = riserve) | Monfalcone (TS)          |                     |
| A.C. Palmanova                  | Palmanova (UD)           |                     |
| Dop. Pordenone (B = riserve)    | Pordenone (UD)           |                     |
| U.S. Pro Gorizia (B = riserve)  | Gorizia                  |                     |
| U.S. Sacilese                   | Sacile (UD)              |                     |
| U.S. Triestina (C = allievi)    | Trieste                  |                     |
| A.C. Udinese (B = riserve)      | Udine                    |                     |

#### Classifica finale
|  | Pos. | Squadra                | Pt       | G  | V | N | P | GF | GS | DR |
|  | ---- | ---------------------- | -------- | -- | - | - | - | -- | -- | -- |
|  | 1.   | Cividalese             | 19       | 14 |   |   |   |    |    |    |
|  | 2.   | Triestina C            | 19       | 14 |   |   |   |    |    |    |
|  | 3.   | Udinese B              | 19       | 14 |   |   |   |    |    |    |
|  | 4.   | Palmanova              | 15       | 14 |   |   |   |    |    |    |
|  | 5.   | Pro Gorizia B          | 13       | 14 |   |   |   |    |    |    |
|  | 5.   | Latisana               | 13       | 14 |   |   |   |    |    |    |
|  | 7.   | CRDA Monfalcone B (-1) | 10       | 14 |   |   |   |    |    |    |
|  | 8.   | Sacilese (-2)          | 1        | 14 |   |   |   |    |    |    |
|  | --   | Pordenone B            | Ritirato |    |   |   |   |    |    |    |

Legenda:
      Ammesso alle finali del D.D.S. per la promozione in Prima Divisione.
Regolamento:
Due punti a vittoria, uno a pareggio, zero a sconfitta.
Pari merito in caso di pari punti.
Spareggio in caso di pari punti in zona promozione e/o retrocessione.
Spareggi per il primo posto
|             | Risultati |             | Luogo e data            |
| ----------- | --------- | ----------- | ----------------------- |
| Cividalese  | 2-1       | Triestina C | Cividale, 6 maggio 1934 |
| Triestina C | 2-3       | Cividalese  | Trieste, 13 maggio 1934 |
|             |           |             |                         |

Nota: L'Udinese B rinunciò al triangolare di spareggi per il titolo di campione giuliano di Prima Divisione.

## Liguria
Direttorio VI Zona (Liguria)

Presidente: dott. Mario Tortarolo - Genova.

Membri: Congiato, Gaglio, Moretti e Peluffo.

### Girone unico

#### Squadre partecipanti
| Club                                         | Città                  | Stagione precedente |
| -------------------------------------------- | ---------------------- | ------------------- |
| Entella F.C. (B = riserve)                   | Chiavari (GE)          |                     |
| Genova 1893 Circolo del Calcio (C = allievi) | Genova                 |                     |
| U.S. Maurina                                 | Imperia-Porto Maurizio |                     |
| Dopolavoro Portuale Genova                   | Genova                 |                     |
| A.S. Riva Trigoso                            | Riva Trigoso (GE)      |                     |
| A.C. Sampierdarenese (B = riserve)           | Genova                 |                     |
| U.S. Sanremese                               | San Remo (IM)          |                     |
| Savona F.C. (B = riserve)                    | Savona                 |                     |
| Spezia F.C. (B = riserve)                    | La Spezia              |                     |
| U.S. Veloce                                  | Savona                 |                     |

#### Classifica finale
|  | Pos. | Squadra                    | Pt       | G  | V  | N | P  | GF | GS | DR  |
|  | ---- | -------------------------- | -------- | -- | -- | - | -- | -- | -- | --- |
|  | 1.   | Sanremese                  | 23       | 14 | 11 | 1 | 2  | 43 | 11 | +32 |
|  | 2.   | Dopolavoro Portuale Genova | 17       | 14 | 6  | 5 | 3  | 17 | 13 | +4  |
|  | 3.   | Riva Trigoso               | 17       | 14 | 8  | 1 | 5  | 30 | 21 | +9  |
|  | 3.   | Maurina                    | 17       | 14 | 6  | 5 | 3  | 21 | 21 | 0   |
|  | 5.   | Entella (B)                | 16       | 14 | 7  | 2 | 5  | 25 | 24 | +1  |
|  | 6.   | Genova 1893 (C)            | 13       | 14 | 5  | 3 | 6  | 21 | 21 | 0   |
|  | 7.   | Spezia (B)                 | 8        | 14 | 3  | 2 | 9  | 14 | 26 | -12 |
|  | 8.   | Veloce Savona              | 1        | 14 | 0  | 1 | 13 | 7  | 41 | -34 |
|  | --   | Savona (B)                 | Ritirata |    |    |   |    |    |    |     |
|  | --   | Sampierdarenese (B)        | Ritirata |    |    |   |    |    |    |     |

Legenda:
      Ammesso alle finali del D.D.S. per la promozione in Prima Divisione.
Regolamento:
Due punti a vittoria, uno a pareggio, zero a sconfitta.
Pari merito in caso di pari punti.
Spareggio in caso di pari punti in zona promozione e/o retrocessione.
Note:
Maurina promosso d’ufficio.
Savona (B) e Sampierdarenese (B) hanno rinunciato prima dell'inizio del Campionato a calendario già stilato e perciò rifatto per ridurre il numero delle giornate.

## Emilia
Direttorio VII Zona (Emilia)
Presidente: prof. Luigi Pasquinelli, Via Ugo Bassi - locali Borsa 25/B - Bologna.
Dal 24 gennaio 1934 Commissario: rag. cav. Carlo Mazzantini.

### Girone A

#### Squadre partecipanti
| Club                      | Città                   | Stagione precedente      |
| ------------------------- | ----------------------- | ------------------------ |
| U.S. Bondenese            | Bondeno (FE)            |                          |
| U.S. Copparese            | Copparo (FE)            |                          |
| U.S. Fiorenzuola          | Fiorenzuola d'Arda (PC) | 1ª Divisione, retrocesso |
| Modena F.C. (B = riserve) | Modena                  |                          |
| Soc. Pro Calcio Guastalla | Guastalla (RE)          |                          |
| U.S. Sambenedettina       | San Benedetto Po (MN)   |                          |
| Sassuolo F.C.             | Sassuolo (MO)           |                          |
| S.C. Suzzara              | Suzzara (MN)            |                          |

#### Classifica finale
|  | Pos. | Squadra              | Pt       | G  | V | N | P | GF | GS | DR |
|  | ---- | -------------------- | -------- | -- | - | - | - | -- | -- | -- |
|  | 1.   | Modena (B)           | 17       | 10 | _ | _ | _ | __ | __ | __ |
|  | 2.   | Copparese            | 13       | 10 | _ | _ | _ | __ | __ | __ |
|  | 3.   | Pro Calcio Guastalla | 12       | 10 | _ | _ | _ | __ | __ | __ |
|  | 4.   | Bondenese            | 11       | 10 | _ | _ | _ | __ | __ | __ |
|  | 5.   | Sassuolo             | 4        | 10 | _ | _ | _ | __ | __ | __ |
|  | 6.   | Suzzara              | 3        | 10 | _ | _ | _ | __ | __ | __ |
|  | --   | Fiorenzuola          | Ritirata |    |   |   |   |    |    |    |
|  | --   | Sambenedettina       | Ritirata |    |   |   |   |    |    |    |

Legenda:
      Ammesso alle semifinali.
Regolamento:
Due punti a vittoria, uno a pareggio, zero a sconfitta.
Pari merito in caso di pari punti.
Spareggio in caso di pari punti in zona promozione e/o retrocessione.

### Girone B

#### Squadre partecipanti
| Club                           | Città                  | Stagione precedente |
| ------------------------------ | ---------------------- | ------------------- |
| Dop. Castelbolognese           | Castel Bolognese (RA)  |                     |
| Faenza Sportiva                | Faenza (RA)            |                     |
| U.S. Imolese "Francesco Zardi" | Imola (BO)             |                     |
| Dop. Industrie                 | ??                     |                     |
| S.S. Jolanda di Savoia         | Jolanda di Savoia (FE) |                     |
| Pol. Portuense (B = riserve)   | Portomaggiore (FE)     |                     |
| U.S. Renato Serra              | Cesena (FO)            |                     |
| S.P.A.L. (B = riserve)         | Ferrara                |                     |

#### Classifica
|  | Pos. | Squadra      | Pt | G  | V | N | P | GF | GS | DR |
|  | ---- | ------------ | -- | -- | - | - | - | -- | -- | -- |
|  | 1.   | ??           | ?? | 14 | _ | _ | _ | __ | __ | __ |
|  | 2.   | ??           | ?? | 14 | _ | _ | _ | __ | __ | __ |
|  | 3.   | Imolese      | ?? | 14 | _ | _ | _ | __ | __ | __ |
|  | 3.   | Renato Serra | ?? | 14 | _ | _ | _ | __ | __ | __ |
|  | 5.   | Faenza       | ?? | 14 | _ | _ | _ | __ | __ | __ |
|  | 6.   | ??           | ?? | 14 | _ | _ | _ | __ | __ | __ |
|  | 7.   | ??           | ?? | 14 | _ | _ | _ | __ | __ | __ |
|  | 8.   | ??           | ?? | 14 | _ | _ | _ | __ | __ | __ |

Legenda:
      Ammesso alle semifinali.
Regolamento:
Due punti a vittoria, uno a pareggio, zero a sconfitta.
Pari merito in caso di pari punti.
Spareggio in caso di pari punti in zona promozione e/o retrocessione.
Verdetti:
- Castelbolognese, Faenza, Imolese e Renato Serra sono ammesse alle semifinali.

### Girone semifinale A
- Modena (B)
- Pro Calcio Guastalla
- Renato Serra

### Girone semifinale B
- Castelbolognese
- Faenza
- Imolese

## Toscana
Direttorio VIII (Toscana)
Presidente: cav. Dante Berretti, Via Benedetto Varchi 25 - Firenze.

### Girone unico

#### Squadre partecipanti
| Club                                          | Città                    | Stagione precedente |
| --------------------------------------------- | ------------------------ | ------------------- |
| U.S. Colligiana                               | Colle di Val d'Elsa (SI) |                     |
| U.S. Elbana                                   | Portoferraio (LI)        |                     |
| A.C. Fiorentina (C = allievi)                 | Firenze                  |                     |
| U.S. Livorno (C = allievi)                    | Livorno                  |                     |
| U.S. Monsummanese                             | Monsummano Terme (PT)    |                     |
| U.S. Montecatini                              | Montecatini Terme (PT)   |                     |
| U.S. Orbetello                                | Orbetello (GR)           |                     |
| U.S. Pistoiese (B = riserve)                  | Pistoia                  |                     |
| G.S. Solvay                                   | Rosignano Solvay (LI)    |                     |
| U.S. Viareggio "Vezio Parducci" (B = riserve) | Viareggio (LU)           |                     |

#### Classifica finale
|  | Pos. | Squadra                      | Pt | G  | V | N | P  | GF | GS | DR  |
|  | ---- | ---------------------------- | -- | -- | - | - | -- | -- | -- | --- |
|  | 1.   | Livorno (C)                  | 22 | 18 | 9 | 4 | 5  | 35 | 26 | +9  |
|  | 2.   | Pistoiese (B)                | 20 | 18 | 8 | 4 | 6  | 34 | 20 | +14 |
|  | 2.   | Vezio Parducci Viareggio (B) | 20 | 18 | 9 | 2 | 7  | 36 | 26 | +10 |
|  | 2.   | Montecatini                  | 20 | 18 | 9 | 2 | 7  | 25 | 27 | -2  |
|  | 2.   | Monsummanese                 | 20 | 18 | 9 | 2 | 7  | 27 | 30 | -3  |
|  | 6.   | Solvay (-1)                  | 19 | 18 | 8 | 4 | 6  | 27 | 21 | +6  |
|  | 7.   | Orbetello                    | 17 | 18 | 7 | 3 | 8  | 25 | 30 | -5  |
|  | 8.   | Colligiana                   | 15 | 18 | 7 | 1 | 10 | 32 | 36 | -4  |
|  | 9.   | Elbana                       | 14 | 18 | 6 | 2 | 10 | 23 | 35 | -12 |
|  | 10.  | Fiorentina (C) (-1)          | 11 | 18 | 4 | 4 | 10 | 22 | 35 | -13 |

Legenda:
      Ammesso alle finali del D.D.S. per la promozione in Prima Divisione.
Regolamento:
Due punti a vittoria, uno a pareggio, zero a sconfitta.
Pari merito in caso di pari punti.
Spareggio in caso di pari punti in zona promozione e/o retrocessione.

## Marche
Direttorio IX Zona (Marche)
Presidente: Giulio Borghetti, Via Farina 62 - Ancona.

### Girone unico

#### Squadre partecipanti
| Club                                  | Città                  | Stagione precedente      |
| ------------------------------------- | ---------------------- | ------------------------ |
| Ass. Pol. Adriatica                   | Porto Recanati (MC)    |                          |
| F.G.C.                                | Ancona                 |                          |
| U.S. Anconitana-Bianchi (B = riserve) | Ancona                 |                          |
| S.S. Ascoli                           | Ascoli Piceno          | 1ª Divisione, retrocesso |
| Dop. Cantieri Navali                  | Ancona                 |                          |
| A.C. Dalmazia                         | Zara                   |                          |
| F.G.C. Macerata                       | Macerata               |                          |
| Dop. Az. Montecatini                  | Cabernardi (AN)        |                          |
| S.S. Portocivitanova                  | Porto Civitanova (MC)  |                          |
| U.S. Sangiorgese                      | Porto San Giorgio (AP) |                          |
| O.N.D. Urbino                         | Urbino                 |                          |

#### Classifica finale
|  | Pos. | Squadra                | Pt       | G  | V | N | P  | GF | GS | DR  |
|  | ---- | ---------------------- | -------- | -- | - | - | -- | -- | -- | --- |
|  | 1.   | Sangiorgese            | 22       | 16 | 9 | 4 | 3  | 30 | 14 | +16 |
|  | 2.   | Cantieri Navali        | 20       | 16 | 7 | 6 | 3  | 25 | 12 | +13 |
|  | 3.   | Dalmazia               | 20       | 16 | 7 | 6 | 3  | 32 | 23 | +9  |
|  | 3.   | Anconitana-Bianchi (B) | 20       | 16 | 8 | 4 | 4  | 29 | 23 | +6  |
|  | 5.   | Montecatini Cab.       | 17       | 16 | 6 | 5 | 5  | 25 | 17 | +8  |
|  | 6.   | Ascoli                 | 15       | 16 | 6 | 3 | 7  | 27 | 28 | -1  |
|  | 7.   | FGC Ancona (-1)        | 12       | 16 | 4 | 5 | 7  | 24 | 36 | -12 |
|  | 8.   | Urbino (-1)            | 8        | 16 | 2 | 5 | 9  | 18 | 38 | -20 |
|  | 8.   | Portocivitanova        | 8        | 16 | 2 | 4 | 10 | 16 | 35 | -19 |
|  | --   | Adriatica              | Ritirata |    |   |   |    |    |    |     |
|  | --   | Macerata               | Ritirata |    |   |   |    |    |    |     |

Legenda:
      Ammesso alle finali del D.D.S. per la promozione in Prima Divisione.
Regolamento:
Due punti a vittoria, uno a pareggio, zero a sconfitta.
Pari merito in caso di pari punti.
Spareggio in caso di pari punti in zona promozione e/o retrocessione.
Note:
Adriatica Portorecanati e F.G.C. Macerata si sono ritirate prima dell'inizio del campionato.

## Umbria
Direttorio X Zona
Presidente: Gastone Bonaiuti, Piazza Morlacchi 2 - Perugia.

### Girone unico

#### Squadre partecipanti
| Squadra                    | Città                  | Stagione precedente       |
| -------------------------- | ---------------------- | ------------------------- |
| A.S. Foligno (B = riserve) | Foligno (PG)           | In Terza Divisione Umbria |
| A.C. Juventus Terni        | Terni                  |                           |
| A.C. Perugia (B = riserve) | Perugia                | In Terza Divisione Umbria |
| S.C.A.T. Gualdo            | Gualdo Tadino (PG)     |                           |
| U.S. Tiferno               | Città di Castello (PG) | Inattiva                  |

#### Classifica finale
|  | Pos. | Squadra | Pt | G | V | N | P | GF | GS |
|  | ---- | ------- | -- | - | - | - | - | -- | -- |
|  | ?.   | Tiferno | ?? | 8 |   |   |   |    |    |
|  | 2.   | ??      | ?? | 8 |   |   |   |    |    |
|  | 3.   | ??      | ?? | 8 |   |   |   |    |    |
|  | 4.   | ??      | ?? | 8 |   |   |   |    |    |
|  | 5.   | ??      | ?? | 8 |   |   |   |    |    |

Legenda:
      Ammesso alle finali.
Regolamento:
Due punti a vittoria, uno a pareggio, zero a sconfitta.
In caso di pari punti per le squadre fuori dalla zona promozione e retrocessione era in vigore il pari merito.

## Lazio
Direttorio XI Zona (Lazio)
Presidente: rag. Federico Tedeschi, Corso Umberto 28 - Roma.

### Girone unico

#### Squadre partecipanti
| Club                     | Città         | Stagione precedente |
| ------------------------ | ------------- | ------------------- |
| Pol. Bellator Frusino    | Frosinone     |                     |
| S.S. Juventus            | Roma          |                     |
| S.S. Lazio (C = allievi) | Roma          |                     |
| U.S. Ostiense            | Roma-Ostia    |                     |
| A.S. Roma (B = riserve)  | Roma          |                     |
| A.S. Tiburtina Ardita    | Roma          |                     |
| A.S. Veliterna           | Velletri (RM) |                     |
| A.S. Viterbo             | Viterbo       |                     |

#### Classifica finale
|  | Pos. | Squadra          | Pt | G  | V  | N | P | GF | GS | DR  |
|  | ---- | ---------------- | -- | -- | -- | - | - | -- | -- | --- |
|  | 1.   | Roma (B)         | 24 | 14 | 11 | 2 | 1 | 51 | 14 | +37 |
|  | 2.   | Bellator Frusino | 22 | 14 | 9  | 4 | 1 | 31 | 15 | +16 |
|  | 3.   | Juventus Roma    | 18 | 14 | 8  | 2 | 4 | 31 | 23 | +8  |
|  | 4.   | Ostiense         | 18 | 14 | 8  | 2 | 4 | 32 | 22 | +10 |
|  | 5.   | Tiburtina Ardita | 8  | 14 | 0  | 8 | 6 | 16 | 41 | -25 |
|  | 5.   | Veliterna        | 8  | 14 | 3  | 2 | 9 | 21 | 29 | -8  |
|  | 5.   | Viterbese        | 8  | 14 | 2  | 4 | 8 | 23 | 35 | -10 |
|  | 8.   | Lazio (C)        | 6  | 14 | 1  | 4 | 9 | 15 | 40 | -25 |

Legenda:
      Campione regionale.
      Ammesso alle finali del D.D.S. per la promozione in Prima Divisione.
Regolamento:
Due punti a vittoria, uno a pareggio, zero a sconfitta.
Pari merito in caso di pari punti.
Spareggio in caso di pari punti in zona promozione e/o retrocessione.

## Abruzzi
Direttorio XII Zona (Abruzzi)
Presidente: prof. dott. Giulio Natali (direttore ospedale civile), Aquila degli Abruzzi.

### Girone unico

#### Squadre partecipanti
| Club                       | Città                     | Stagione precedente        |
| -------------------------- | ------------------------- | -------------------------- |
| A.S. Aquila (B = riserve)  | Aquila degli Abruzzi      |                            |
| Audax Rosetana             | Roseto degli Abruzzi (TE) |                            |
| G.S. Bussi Officine        | Bussi sul Tirino (PE)     |                            |
| S.S. Chieti                | Chieti                    |                            |
| F.S. Giuliese              | Giulianova (TE)           |                            |
| S.S. Gran Sasso            | Teramo                    |                            |
| A.S. Pescara (B = riserve) | Pescara                   |                            |
| S.S. Sulmona               | Sulmona (AQ)              |                            |
| Pol. Virtus Lanciano       | Lanciano (CH)             | Club di nuova affiliazione |

#### Classifica finale
|  | Pos. | Squadra           | Pt       | G  | V  | N | P  | GF | GS | DR  |
|  | ---- | ----------------- | -------- | -- | -- | - | -- | -- | -- | --- |
|  | 1.   | Sulmona           | 23       | 16 | 11 | 1 | 4  | 26 | 11 | +15 |
|  | 2.   | Chieti            | 22       | 15 | 11 | 0 | 4  | 30 | 16 | +14 |
|  | 3.   | Gran Sasso Teramo | 21       | 16 | 10 | 1 | 5  | 25 | 20 | +5  |
|  | 4.   | A.S. Pescara B    | 19       | 16 | 7  | 5 | 4  | 29 | 20 | +9  |
|  | 5.   | Giuliese          | 17       | 15 | 7  | 3 | 5  | 28 | 19 | +9  |
|  | 6.   | Bussi Officine    | 15       | 16 | 6  | 3 | 7  | 23 | 21 | +2  |
|  | 7.   | Aquila B          | 14       | 16 | 5  | 4 | 7  | 14 | 21 | -7  |
|  | 8.   | Lanciano (-4)     | 3        | 16 | 2  | 3 | 11 | 11 | 31 | -20 |
|  | --   | Audax Rosetana    | Ritirata |    |    |   |    |    |    |     |

Legenda:
      Ammesso alle finali del D.D.S. per la promozione in Prima Divisione.
Regolamento:
Due punti a vittoria, uno a pareggio, zero a sconfitta.
Pari merito in caso di pari punti.
Spareggio in caso di pari punti in zona promozione e/o retrocessione.
Note:
Non è reperibile il risultato della partita L'Aquila "B" - Bussi vinto dall'L'Aquila "B".
Non risulta computata la partita Chieti-Giulianova del 22/04/1934 rinviata, e non più disputata forse per mancanza di date.
Verdetti:
- Sulmona ammesso in Prima Divisione.

## Campania
Direttorio XIII Zona (Campania)
Presidente: Marchese Ing. Gaetano Del Pezzo, Via Cavallerizza a Chiaia 3, Napoli.

### Girone unico

#### Squadre partecipanti
| Club                           | Città                 | Stagione precedente |
| ------------------------------ | --------------------- | ------------------- |
| P.F. Aversana                  | Aversa (NA)           |                     |
| U.S.F. Bagnolese (B = riserve) | Napoli-Bagnoli        |                     |
| U.S. Battipagliese             | Battipaglia (SA)      |                     |
| Caiafa                         | Salerno               |                     |
| U.S. Campobasso                | Campobasso            |                     |
| S.S. Ebolitana                 | Eboli (SA)            |                     |
| F.G.C.                         | Napoli                |                     |
| S.C. Lucano                    | Potenza               |                     |
| A.C. Napoli (C = allievi)      | Napoli                |                     |
| A.S. Pagani                    | Pagani (SA)           |                     |
| U.S. Salernitana (B = riserve) | Salerno               |                     |
| F.S. Savoia (B = riserve)      | Torre Annunziata (NA) |                     |

#### Classifica finale
|  | Pos. | Squadra            | Pt       | G  | V  | N | P  | GF | GS | DR  |
|  | ---- | ------------------ | -------- | -- | -- | - | -- | -- | -- | --- |
|  | 1.   | Campobasso         | 25       | 16 | 11 | 3 | 2  | 51 | 11 | +40 |
|  | 2.   | Battipagliese (-1) | 24       | 16 | 10 | 5 | 1  | 43 | 14 | +29 |
|  | 3.   | Napoli (C)         | 20       | 16 | 8  | 4 | 4  | 31 | 20 | +11 |
|  | 4.   | Pagani             | 18       | 16 | 7  | 4 | 5  | 29 | 19 | +10 |
|  | 5.   | Potenza (-1)       | 17       | 16 | 7  | 4 | 5  | 22 | 18 | +4  |
|  | 6.   | Bagnolese (B)      | 16       | 16 | 7  | 2 | 7  | 28 | 29 | -1  |
|  | 7.   | Salernitana (B)    | 11       | 16 | 3  | 5 | 8  | 19 | 47 | -28 |
|  | 8.   | Caiafa (-1)        | 4        | 16 | 1  | 3 | 12 | 15 | 43 | -28 |
|  | 9.   | Savoia (B) (-4)    | 2        | 16 | 2  | 2 | 12 | 12 | 44 | -32 |
|  | --   | Ebolitana          | Ritirata |    |    |   |    |    |    |     |
|  | --   | Aversana           | Ritirata |    |    |   |    |    |    |     |
|  | --   | FGC Napoli         | Ritirata |    |    |   |    |    |    |     |

Legenda:
      Ammesso alle finali del D.D.S. per la promozione in Prima Divisione.
      Successivamente ammessa in Prima Divisione.
Regolamento:
Due punti a vittoria, uno a pareggio, zero a sconfitta.
Pari merito in caso di pari punti.
Spareggio in caso di pari punti in zona promozione e/o retrocessione.

## Puglia
Direttorio XIV Zona (Puglie)
Presidente: avv. Sebastiano Roca, Via Abate Gimma 150, Bari.

### Girone unico

#### Squadre partecipanti
| Squadra                   | Città                  | Stagione precedente |
| ------------------------- | ---------------------- | ------------------- |
| U.S. Bari (B = riserve)   | Bari                   |                     |
| A.S. Castellana           | Castellana Grotte (BA) |                     |
| U.S. Cerignola            | Cerignola (FG)         |                     |
| S.S. Armando Diaz         | Bisceglie (BA)         |                     |
| U.S. Foggia (B = riserve) | Foggia                 |                     |
| O.N.D. Giovinazzo         | Giovinazzo (BA)        |                     |
| U.S. Grumese              | Grumo Appula (BA)      |                     |
| A.S. Manfredonia          | Manfredonia (FG)       |                     |
| U.S. Modugno              | Modugno (BA)           |                     |
| U.S. Salento              | Lecce                  |                     |
| U.S. Savoia               | Molfetta (BA)          |                     |

#### Classifica finale
|  | Pos. | Squadra         | Pt       | G  | V | N | P | GF | GS | DR  |
|  | ---- | --------------- | -------- | -- | - | - | - | -- | -- | --- |
|  | 1.   | Cerignola       | 20       | 14 | 9 | 2 | 3 | 37 | 9  | +28 |
|  | 2.   | Manfredonia     | 18       | 14 | 7 | 4 | 3 | 23 | 16 | +7  |
|  | 3.   | Bari B          | 15       | 14 | 5 | 5 | 4 | 20 | 12 | +8  |
|  | 4.   | Foggia B (-1)   | 13       | 14 | 5 | 4 | 5 | 26 | 20 | +6  |
|  | 4.   | Castellana      | 13       | 14 | 4 | 5 | 5 | 12 | 18 | -6  |
|  | 6.   | Armando Diaz    | 12       | 14 | 4 | 4 | 6 | 17 | 29 | -12 |
|  | 7.   | Grumese         | 11       | 14 | 4 | 3 | 7 | 19 | 40 | -21 |
|  | 8.   | Modugno         | 9        | 14 | 2 | 5 | 7 | 17 | 26 | -9  |
|  | --   | Giovinazzo      | Ritirata |    |   |   |   |    |    |     |
|  | --   | Salento         | Ritirata |    |   |   |   |    |    |     |
|  | --   | Savoia Molfetta | Ritirata |    |   |   |   |    |    |     |

Legenda:
      Ammesso alle finali del D.D.S. per la promozione in Prima Divisione.
Regolamento:
Due punti a vittoria, uno a pareggio, zero a sconfitta.
Pari merito in caso di pari punti.
Spareggio in caso di pari punti in zona promozione e/o retrocessione.
Note:
Savoia, Giovinazzo e Salento si sono ritirate durante il campionato.
- Nota: Direttorio XV Zona (Lucania), Presidente: Vincenzo Salerno, Via Crispi 3, Potenza: sportivamente non attivo.

## Calabria
Direttorio XVI Zona (Calabria)'
Presidente: rag. Massimo Cavalcanti (Cosenza).

### Girone unico

#### Squadre partecipanti
| Club                             | Città           | Stagione precedente |
| -------------------------------- | --------------- | ------------------- |
| U.S.F. Catanzarese (B = riserve) | Catanzaro       |                     |
| A.S. Cosenza (B = riserve)       | Cosenza         |                     |
| Littorio                         | Polistena (RC)  |                     |
| S.S. Milone                      | Crotone (CZ)    |                     |
| U.S. Palmese 1912 (B = riserve)  | Palmi (RC)      |                     |
| U.S. Reggina (B = riserve)       | Reggio Calabria |                     |

#### Classifica finale
|  | Pos. | Squadra | Pt | G  | V | N | P | GF | GS |
|  | ---- | ------- | -- | -- | - | - | - | -- | -- |
|  | 1.   | Milone  | ?? | 10 |   |   |   |    |    |
|  | 2.   | ??      | ?? | 10 |   |   |   |    |    |
|  | 3.   | ??      | ?? | 10 |   |   |   |    |    |
|  | 4.   | ??      | ?? | 10 |   |   |   |    |    |
|  | 5.   | ??      | ?? | 10 |   |   |   |    |    |
|  | 6.   | ??      | ?? | 10 |   |   |   |    |    |

Legenda:
      Ammesso alle finali del D.D.S. per la promozione in Prima Divisione.
Regolamento:
Due punti a vittoria, uno a pareggio, zero a sconfitta.
Pari merito in caso di pari punti.
Spareggio in caso di pari punti in zona promozione e/o retrocessione.

## Sicilia
Direttorio XVII Zona (Sicilia)
Incaricato: dott. Rosario Gregorio (Furci Siculo).

### Girone A

#### Squadre partecipanti
| Squadra                             | Città                          | Stagione precedente |
| ----------------------------------- | ------------------------------ | ------------------- |
| U.S. Alcamo                         | Alcamo (TP)                    |                     |
| U.S. Barcellonese                   | Barcellona Pozzo di Gotto (ME) |                     |
| S.C. Juventus Trapani (B = riserve) | Trapani                        |                     |
| Palermo F.C. (C = allievi)          | Palermo                        |                     |

#### Classifica finale
|  | Pos. | Squadra                   | Pt | G | V | N | P | GF | GS | DR  |
|  | ---- | ------------------------- | -- | - | - | - | - | -- | -- | --- |
|  | 1.   | Alcamo                    | 11 | 6 | 5 | 1 | 0 | 15 | 4  | +11 |
|  | 2.   | Palermo (C)               | 7  | 6 | 3 | 1 | 2 | 11 | 6  | +5  |
|  | 3.   | Juventus Trapani (B) (-1) | 2  | 6 | 1 | 1 | 4 | 5  | 13 | -8  |
|  | 3.   | Barcellonese (-1)         | 2  | 6 | 1 | 1 | 4 | 6  | 14 | -8  |

Legenda:
      Ammesso alle finali del D.D.S. per la promozione in Prima Divisione.
Regolamento:
Due punti a vittoria, uno a pareggio, zero a sconfitta.
Pari merito in caso di pari punti.
Spareggio in caso di pari punti in zona promozione e/o retrocessione.
Verdetti
- Alcamo ammesso alla finale regionale ed interregionali.

### Girone B

#### Squadre partecipanti
| Squadra                     | Città        | Stagione precedente |
| --------------------------- | ------------ | ------------------- |
| S.S. Catania (B=riserve)    | Catania      |                     |
| Dop. Ferroviario            | Catania      |                     |
| S.S. Leonzio                | Lentini (SR) |                     |
| G.S. Megara 1908            | Augusta (SR) |                     |
| A.C. Messina (B = riserve)  | Messina      |                     |
| A.S. Siracusa (B = riserve) | Siracusa     |                     |

#### Classifica finale
|  | Pos. | Squadra           | Pt | G  | V | N | P | GF | GS | DR  |
|  | ---- | ----------------- | -- | -- | - | - | - | -- | -- | --- |
|  | 1.   | Catania (B)       | 16 | 10 | 7 | 2 | 1 | 30 | 11 | +19 |
|  | 2.   | Messina (B)       | 12 | 10 | 5 | 2 | 3 | 21 | 12 | +9  |
|  | 3.   | Leonzio           | 11 | 10 | 5 | 1 | 4 | 19 | 13 | +6  |
|  | 4.   | Megara 1908       | 10 | 10 | 5 | 0 | 5 | 20 | 21 | -1  |
|  | 5.   | Siracusa (B) (-1) | 7  | 10 | 3 | 2 | 5 | 17 | 17 | 0   |
|  | 6.   | Ferroviario       | 3  | 10 | 1 | 1 | 8 | 4  | 37 | -33 |

Legenda:
      Ammesso alle finali del D.D.S. per la promozione in Prima Divisione.
Regolamento:
Due punti a vittoria, uno a pareggio, zero a sconfitta.
Pari merito in caso di pari punti.
Spareggio in caso di pari punti in zona promozione e/o retrocessione.
Verdetti
- Catania B ammesso alla finale regionale.
- Leonzio ammesso alle finali interregionali.

### Finale regionale
|           | Risultati |         | Luogo e data      |
| --------- | --------- | ------- | ----------------- |
| Catania B | 0 - 1     | Alcamo  | Catania, ? ? 1934 |
| Alcamo    | 3 - 1     | Catania | Alcamo, ? ? 1934  |
|           |           |         |                   |

Verdetti
- Alcamo è qualificato per le finali interregionali.
- Alcamo successivamente vincitrice al girone di finale con la Battipagliese è promosso in Prima Divisione 1934-35.

- Nota: Sardegna Direttorio XVIII Zona (Sardegna)

Presidente: comm. Guido Costa (Cagliari): inattivo
- Nota: Tripolitania, Direttorio XIX Zona (Tripolitania)

Presidente: Emanuele Parodi (Tripoli): inattivo.
Elenco delle società affiliate:
- Primo Battaglione Cacciatori, Tripoli
- Prima Legione Libica, Tripoli

- Nota: Cirenaica Direttorio XX Zona (Cirenaica)

Presidente: Carlo Santi (Bengasi): inattivo
- Nota: Somalia, Direttorio XXI Zona (Somalia)

Presidente: Luigi Saverio Bertazzoni (Mogadiscio): inattivo.

## Finali promozione
Furono disputati sedici spareggi di qualificazione alla Prima Divisione.
Prima qualificazione (Piemonte-Liguria)
|           | Risultati |           | Luogo e data            |
| --------- | --------- | --------- | ----------------------- |
| Sanremese | 1-0       | Cuneo     | Sanremo, 13 maggio 1934 |
| Cuneo     | 0-2       | Sanremese | Cuneo, 20 maggio 1934   |
|           |           |           |                         |

Seconda qualificazione (Piemonte-Lombardia)
|              | Risultati |              | Luogo e data               |
| ------------ | --------- | ------------ | -------------------------- |
| Saviglianese | 1-1       | Magenta      | Savigliano, 13 maggio 1934 |
| Magenta      | 0-6       | Saviglianese | Magenta, 20 maggio 1934    |
|              |           |              |                            |

Terza qualificazione (Liguria-Lombardia)
|             | Risultati |             | Luogo e data              |
| ----------- | --------- | ----------- | ------------------------- |
| Portuale    | 2-1       | Stradellina | Genova, 13 maggio 1934    |
| Stradellina | 2-0       | Portuale    | Stradella, 20 maggio 1934 |
| Stradellina | 5-0       | Portuale    | Tortona, 17 giugno 1934   |
|             |           |             |                           |

- Portuale poi anch’esso ripescato in Prima Divisione.

Quarta qualificazione (Trentino-Lombardia)
|                    | Risultati |                    | Luogo e data           |
| ------------------ | --------- | ------------------ | ---------------------- |
| Montecatini Sinigo | 0-2       | Pirelli            | Sinigo, 13 maggio 1934 |
| Pirelli            | 2-0       | Montecatini Sinigo | Milano, 20 maggio 1934 |
|                    |           |                    |                        |

- Il Montecatini di Sinigo rinunciò alle finali e il Pirelli venne dunque promosso in Prima Divisione per il forfait anticipato degli avversari.

Quinta qualificazione (Venezia Giulia-Veneto)
|            | Risultati |            | Luogo e data             |
| ---------- | --------- | ---------- | ------------------------ |
| Cividalese | 1-4       | Marzotto   | Cividale, 17 giugno 1934 |
| Marzotto   | 3-3       | Cividalese | Valdagno, 24 giugno 1934 |
|            |           |            |                          |

Sesta qualificazione (Venezia Giulia-Veneto)
|           | Risultati |           | Luogo e data                 |
| --------- | --------- | --------- | ---------------------------- |
| Giorgione | 0-2       | Palmanova | Castelfranco, 17 giugno 1934 |
| Palmanova | 2-0       | Giorgione | Palmanova, 24 giugno 1934    |
|           |           |           |                              |

- Il Giorgione rinunciò alle finali e il Palmanova venne dunque promosso in Prima Divisione per il forfait anticipato degli avversari.

Settima qualificazione (Emilia-Lombardia)
|          | Risultati |          | Luogo e data                 |
| -------- | --------- | -------- | ---------------------------- |
| R. Serra | 1-1       | Baracca  | Cesena, 17 giugno 1934       |
| Baracca  | 1-1       | R. Serra | Milano, 24 giugno 1924       |
| R. Serra | 3-0       | Baracca  | Reggio Emilia, 1 luglio 1924 |
|          |           |          |                              |

Ottava qualificazione (Emilia-Lombardia)
|         | Risultati |         | Luogo e data           |
| ------- | --------- | ------- | ---------------------- |
| Imolese | 1-0       | Minerva | Imola, 17 giugno 1934  |
| Minerva | 0-1       | Imolese | Milano, 24 giugno 1934 |
|         |           |         |                        |

Nona qualificazione (Toscana-Umbria)
|              | Risultati |              | Luogo e data                      |
| ------------ | --------- | ------------ | --------------------------------- |
| Monsummanese | 0-2       | Tiferno      | Monsummano, 13 maggio 1934        |
| Tiferno      | 2-0       | Monsummanese | Città di Castello, 20 maggio 1934 |
|              |           |              |                                   |

- La Monsummanese rinunciò alle finali e il Tiferno venne dunque promosso in Prima Divisione per il forfait anticipato degli avversari.

Decima qualificazione (Toscana-Lazio)
|               | Risultati |               | Luogo e data                |
| ------------- | --------- | ------------- | --------------------------- |
| Montecatini   | 2-0       | Juventus Roma | Montecatini, 13 maggio 1934 |
| Juventus Roma | 0-2       | Montecatini   | Roma, 20 maggio 1934        |
|               |           |               |                             |

- La Juventus Roma rinunciò alle finali e il Montecatini venne dunque promosso in Prima Divisione per il forfait anticipato degli avversari.

Undicesima qualificazione (Lazio-Campania)
|                  | Risultati |                  | Luogo e data               |
| ---------------- | --------- | ---------------- | -------------------------- |
| Bellator Frusino | 3-4       | Campobasso       | Frosinone, 13 maggio 1934  |
| Campobasso       | 1-0       | Bellator Frusino | Campobasso, 20 maggio 1934 |
|                  |           |                  |                            |

- Bellator Frusino poi anch'essa ripescata in Prima Divisione.

Dodicesima qualificazione (Campania-Sicilia)
|             | Risultati |             | Luogo e data                |
| ----------- | --------- | ----------- | --------------------------- |
| Battipaglia | 0-0       | Alcamo      | Battipaglia, 13 maggio 1934 |
| Alcamo      | 3-1       | Battipaglia | Alcamo, 20 maggio 1934      |
|             |           |             |                             |

Tredicesima qualificazione (Sicilia-Calabria)
|         | Risultati |         | Luogo e data            |
| ------- | --------- | ------- | ----------------------- |
| Leonzio | 0-2       | Milone  | Lentini, 17 giugno 1934 |
| Milone  | 2-0       | Leonzio | Crotone, 24 giugno 1934 |
|         |           |         |                         |

- Entrambe le squadre rifiutarono poi la promozione.

Quattordicesima qualificazione (Puglia-Marche)
|             | Risultati |             | Luogo e data                      |
| ----------- | --------- | ----------- | --------------------------------- |
| Cerignola   | 2-0       | Sangiorgese | Cerignola, 13 maggio 1934         |
| Sangiorgese | 2-5       | Cerignola   | Porto San Giorgio, 20 maggio 1934 |
|             |           |             |                                   |

Quindicesima qualificazione (Puglia-Abruzzi)
|             | Risultati |             | Luogo e data                |
| ----------- | --------- | ----------- | --------------------------- |
| Manfredonia | 1-0       | Chieti      | Manfredonia, 17 giugno 1934 |
| Chieti      | 1-2       | Manfredonia | Chieti, 24 giugno 1934      |
|             |           |             |                             |

Sedicesima qualificazione (Marche-Abruzzi)
|                      | Risultati |                      | Luogo e data            |
| -------------------- | --------- | -------------------- | ----------------------- |
| Sulmona              | 0-1       | Dop. Cantieri Ancona | Sulmona, 17 giugno 1934 |
| Dop. Cantieri Ancona | 4-0       | Sulmona              | Ancona, 24 giugno 1934  |
|                      |           |                      |                         |

- Sulmona poi ripescata in Prima Divisione per scioglimento dei Cantieri.

Note
- Secondo Il Littoriale Cividalese-Marzotto terminò 2-4, secondo il Comunicato Ufficiale del Direttorio Divisioni Superiori 1-4.
- Anche nei gironi a sole due squadre le società a pari punti in classifica disputavano lo spareggio non contando la differenza reti o il quoziente reti.
- Il Bellator Frusino fu ammesso in Prima Divisione per delibera della Federazione.

Le fonti sono i comunicati ufficiali del DDS pubblicati su Il Littoriale.